# 蔡平 (伊利諾伊州梅肯縣)
蔡平是位於美國伊利諾伊州梅肯縣的一個鬼鎮。由於此地已於19世紀被荒廢，本地已無人居住。

## 地理
蔡平的座標為40°12′53″N 88°46′26″W / 40.21472°N 88.77389°W，而該地的平均海拔高度為206米（即676英尺）。